# Культурологія

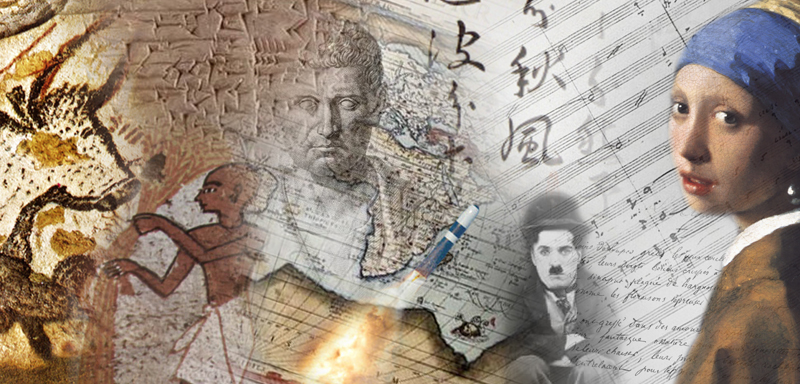
Культурологія вивчає культуру цивілізацій, етносів, націй у її розвитку та взаємозв 'язках

Культуроло́гія — це наука, яка вивчає специфіку розвитку матеріальної та духовної культури людських спільнот у певному конкретно-історичному періоді, їхні взаємозв'язки та взаємовпливи. Культурологія порівняно молода наука і відома під такою назвою передусім у Східній Європі. Витоки цієї специфічної сфери гуманітарного знання сягають Нового часу і пов'язані з філософськими концепціями історії Джамбатісти Віко, Йоганна-Готфріда Гердера і Фрідріха Гегеля.
Базисом культурологічного знання є окремі науки про культуру, в межах яких досліджуються певні феномени культури. Таким чином, культурологія належить до соціогуманітарних наук, хоча активно використовує як методи природничих наук, так і спеціальні методи дослідження в соціальній сфері. Специфіка культурології полягає саме у її інтегративному характері, в орієнтації на буття та діяльність людини й суспільства як цілісних феноменів.

## Історія культурології як окремої науки
До першої половини XIX століття феномен культури розглядався через раціональне осмислення морально-правових, естетичних норм життя, філософсько-теоретичної свідомості. У другій половині XIX століття з розвитком різних наук про людину, культура стала досліджуватися в рамках низки науково-концептуальних напрямів цих наук (еволюціоністського, аксіологічного, антропологічного, формаційного, циклічного, соціологічного та ін.), які стали основою майбутньої культурології
Термін «культурологія» у 1909 році запропонував німецький філософ Вільгельм Освальд, який розрізнив культурологію і соціологію. Він використав термін «культурологія» для опису явищ, якими є культура як феномен суто людської діяльності.
Культурологія формувалася як частина філософії або в інших науках під її впливом. Разом з тим методи і результати культурологічних досліджень використовувалися філософією. Вагомий внесок у розвиток культурології здійснили Освальд Шпенгелер зі своєю книгою «Занепад Європи» (1918), теорія культурних суперсистем Питирима Сорокіна, викладена у «Соціальній і культурній динаміці» (1937—1941).
В 1939 році американський філософ Леслі Вайт незалежно від Вільгельма Освальда ввів термін «культурологія» стосовно антропологічних досліджень культури. Його праця «Наука про культуру» (1949) сприяла подальшому виділенню культурології в окремий напрям досліджень та започаткувала цілісний підхід до вивчення культурних явищ, сприяла виділенню культурології в самостійну науку. За Вайтом культурологія є окремою наукою, що досліджує взаємозв'язки культурних явищ і є якісно вищим рівнем в розумінні як людини, так і всього світу.
Ернст Кассірер розвивав символічну концепцію культури на основі здатності людей до масової, систематичної і постійної символізації. Голландський культуролог Йоган Гейзинга в книзі «Homo Ludens — Людина, що грає» (1938) вніс до вивчень культури ідею про те, що гра передує культурі й творить її, чим започаткував ігрову концепцію. Паралельно розвивалася біосферна концепція культури, за якою культура є закономірним етапом розвитку біосфери Землі і Всесвіту. Основоположником такого підходу вважається філософ-косміст Володимир Вернадський. Англійський історик і філософ Арнольд Тойнбі став одним із розробників цивілізаційної теорії в культурології, розглядаючи всесвітню історію як сукупність історій самостійних цивілізацій.
В другій половині XX століття розвинувся етологічний напрям, який ввібрав психоаналітичну, ігрову теорії культури, а також антропологічні дослідження. Творці цього напряму — Конрад Лоренц, Ніколас Тінберген та інші, заснували в 1930-ті роки науку етологію про поведінку тварин, згодом поширивши дослідження і на людину та її культуру. В 1960-х роках Франції Клод Леві-Стросс, Мішель Фуко, Ролан Барт, Жак Дерріда та інші сформували течію структуралізму в культурології, поширивши струкурний аналіз з лінгвістики та літературознавства на соціокультурні явища.
Канадський культуролог, філософ і соціолог Герберт Маршалл Маклюен започаткував розгляд типів культури, залежно від засобів комунікації у них. Основною його працею стала книга «Галактика Ґутенберґа» (1962). З 1970-1980-х у культурології розвивається постструктуралізм — сукупність напрямів, які орієнтовані на переосмислення структуралістської парадигми, прагнуть перегляду багатьох класичних понять структуралізму.
Значна увага в другій половині XX століття стала приділятися явищам масової культури, взаємозв'язкам культури та політики, реклами. З розвитком технологій культурологія досліджує їхній вплив на культуру. Так, у 1980-90-і розвинулися дослідження Інтернет-культури, відеоарту, відеоігор.
Термін «культурологія» отримав поширення у країнах Східної Європи, натомість в англомовних країнах відповідна дисципліна називається Cultural studies, а в німецькомовних — Kulturwissenschaft. Феномен культури в цих країнах розуміється переважно в соціально-етнографічному сенсі, тому основною наукою вважається культурна антропологія. Крім неї провідними науками про культуру стали соціальна антропологія, соціологія, структурна антропологія, історична культурологія, семіотика та посткультурна лінгвістика. У Радянському Союзі культурологія хоч і не була оголошена буржуазною лженаукою, подібно як свого часу генетика чи кібернетика, але через неминучі філософські претензії значно обмежувалася.
В Україні культурологія як обов'язкова навчальна дисципліна була виділена в 2003 році. Натомість ВАК не виділяє спеціальності «культурологія», проте культурологи мають можливість здобувати науковий ступінь за спеціальністю 26.00.01 — «історія і теорія культури», що має три напрями — мистецтвознавство, філософські та історичні науки (відповідно науковий ступінь здобувається з мистецтвознавства, історичних або філософських наук).

## Об'єкт і предмет культурології
Об'єктом культурології є культура в цілому, що зазвичай розуміється як сукупність матеріальних і духовних цінностей та спосіб буття і організації життя людини. Однак через велику кількість інших визначень культури об'єкт не є однозначним. Предмет культурології — безпосередньо досліджуваний аспект культури, варіюється з причини різних підходів до розуміння як об'єкту її дослідження, так і самої культурології.
При розумінні культурології як самостійної науки, вона виступає як теорія культури, заснована на узагальненнях із конкретних наук. В цьому випадку предметом культурології найчастіше визначається становлення і розвиток культури як властивого виключно людині способу життєдіяльності.
При широкому підході як до комплексної науки, культурологія не має свого предмета дослідження, оскільки є складовою частиною інших дисциплін. Відповідно виділяються історія культури, екологія культури, психологія культури і т. д., у кожного з яких свої предмети.

## Основні завдання
Основні завдання культурології:
1. аналіз культури як системи культурних феноменів;
2. виявлення ментального змісту культури;
3. дослідження типології культури;
4. розв'язання проблем соціокультурної динаміки;
5. вивчення культурних кодів та комунікацій.

## Сутність культури

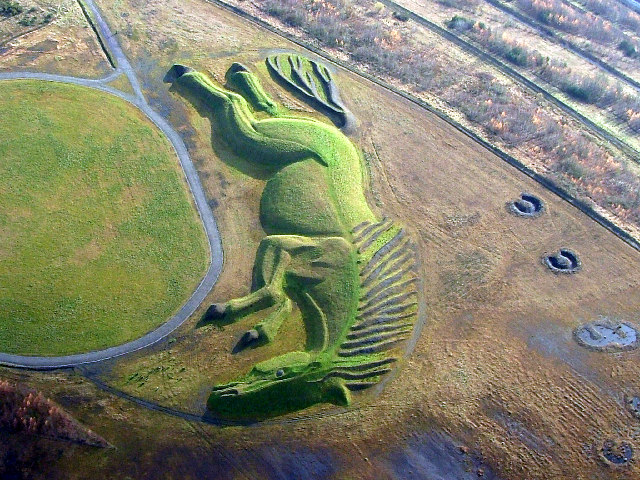
Одним із класичних розумінь культури є перетворена в ході фізичної та розумової праці людини природа

Поняття «культура» початково вживалося для позначення процесу обробітку ґрунту. Цицероном було введено використання поняття в переносному значенні — «оброблення людської душі та розуму». Поняття «культура» в цьому значенні охоплює все, створене і перетворене людиною (суспільством). В такому випадку культура протиставляється природі, є «другою природою», створеною людиною в процесі фізичної та розумової праці. У XVIII ст. термін «культура» вперше отримав широке поширення в розумінні освіченості і вихованості людини.
За Фрідріхом Гегелем та Карлом Марксом, сутність культури полягає в тому, що природним силам людина протиставляє вже приборкані нею сили природи та відомі закономірності природних процесів. Культура сприяє виділенню людини (суспільства) із природи і водночас є засобом входження людини в природу. Що гармонійніша взаємодія людини і природи, то якісніше її життя з точки зору культурного розвитку.
Американський соціолог Деніел Белл визначив культуру як систему естетичних поглядів, моральних оцінок і стиль життя, спосіб підтримки власної неповторної індивідуальності. На думку Олексія Лосєва, «культура — це граничне узагальнення всього».
В загальному, культура — є сукупність матеріальних і духовних цінностей, які відображають активну творчу діяльність людей в освоєнні світу, в ході історичного розвитку суспільства.
Специфіка культури як якісної характеристики духовно-практичного освоєння людиною світу (зовнішнього та власного, внутрішнього) відбивається у тому, що вона (культура) свідчить, в якій мірі людина стала для себе та інших людиною, як вона відчуває та усвідомлює себе такою. Культура відповідно, в такій же мірі, як і праця, робить людину людиною. Але якщо праця — це єдина соціальна субстанція, що створює людину та розвиває її сутнісні сили, то культура є єдиною соціальною мірою, демонструючи, в якій мірі людина стала людиною. Інакше кажучи, культура є якісна характеристика розвитку суспільства.
Американський філософ Льюїс Мемфорд вважав, що культурна робота була для розвитку людини важливішою аніж фізична праця. Важливіше, аніж обробіток землі, було створення тотемних стовпів, молитвенних дощечок, ритуальних танців і пісень, виконання обрядів, тобто здійснення чисто людських дій, що формували душу людини.
Аналіз сутності культури, її місця, ролі в суспільстві дозволяє виділити основні взаємопов'язані сторони, аспекти культури:
1. культура — народжене суспільством, властиве суспільству соціальне явище, що відбиває його якісну характеристику та збагачує духовне життя людини;
2. культура — процес творчої діяльності людини, спрямованої на пізнання навколишнього світу і самої людини у цьому світі, на отримання об'єктивної і достовірної інформації про світ, де головну роль грає наука і мистецтво;
3. культура покликана допомогти людині не тільки пізнати світ й саму себе, але й визначити своє місце у світі, світоглядні установки;
4. культура охоплює сутність досягнутих людиною у процесі освоєння світу матеріальних і духовних цінностей, а також відповідних ціннісних орієнтацій людини у світі;
5. культура, створюючи необхідні для орієнтації людини у світі норми поведінки та оцінки, забезпечує регулювання соціальних відносин людей;
6. культура виступає як потужній фактор формування людських сутнісних сил, формування людини в людині, перетворення її природних захоплень, потреб, емоцій в справжні людські. Саме цьому полягає її гуманістичний зміст.

## Культурологічні школи

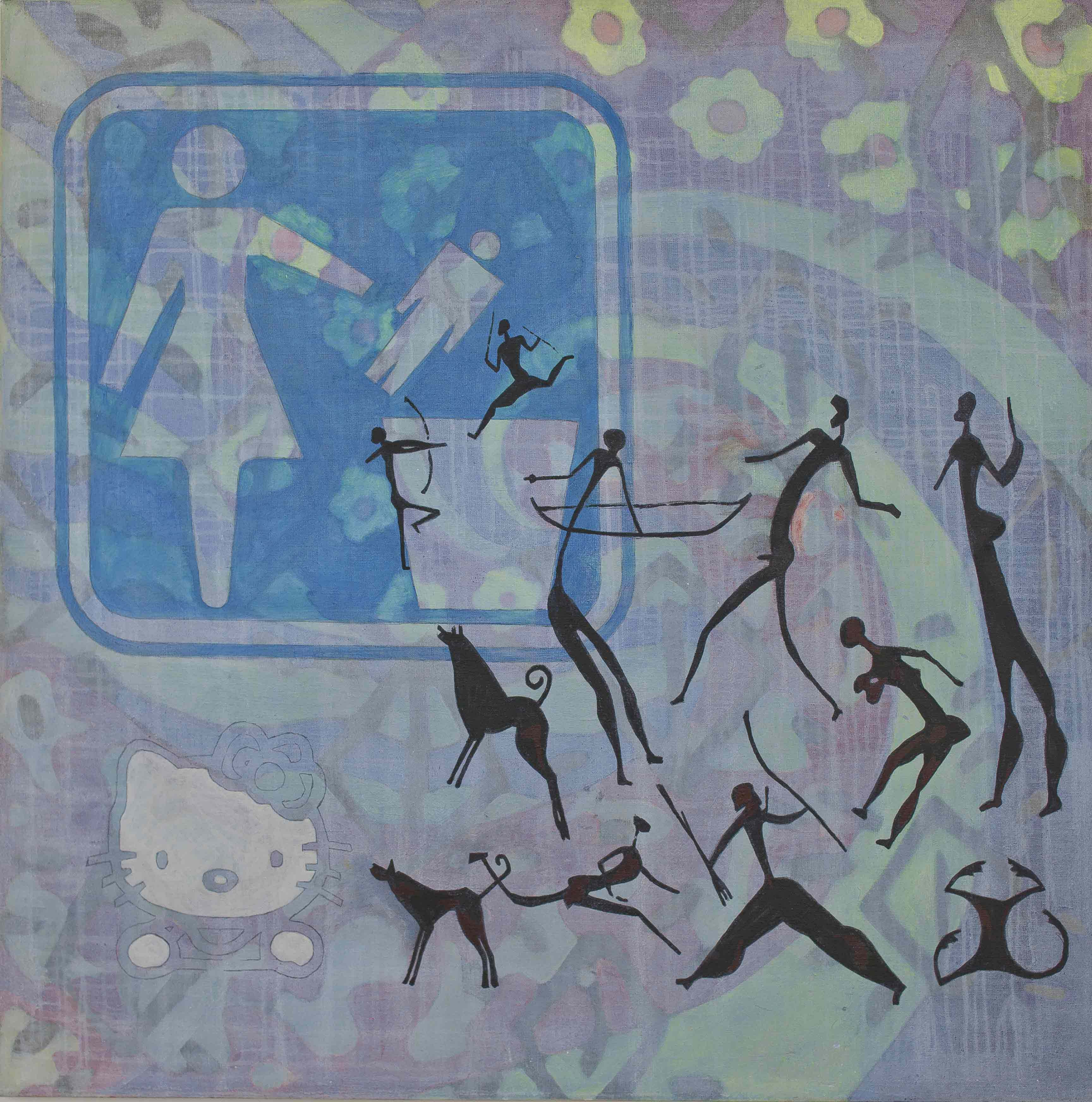
Символічна школа досліджує культуру як «текст» із різноманітних символів

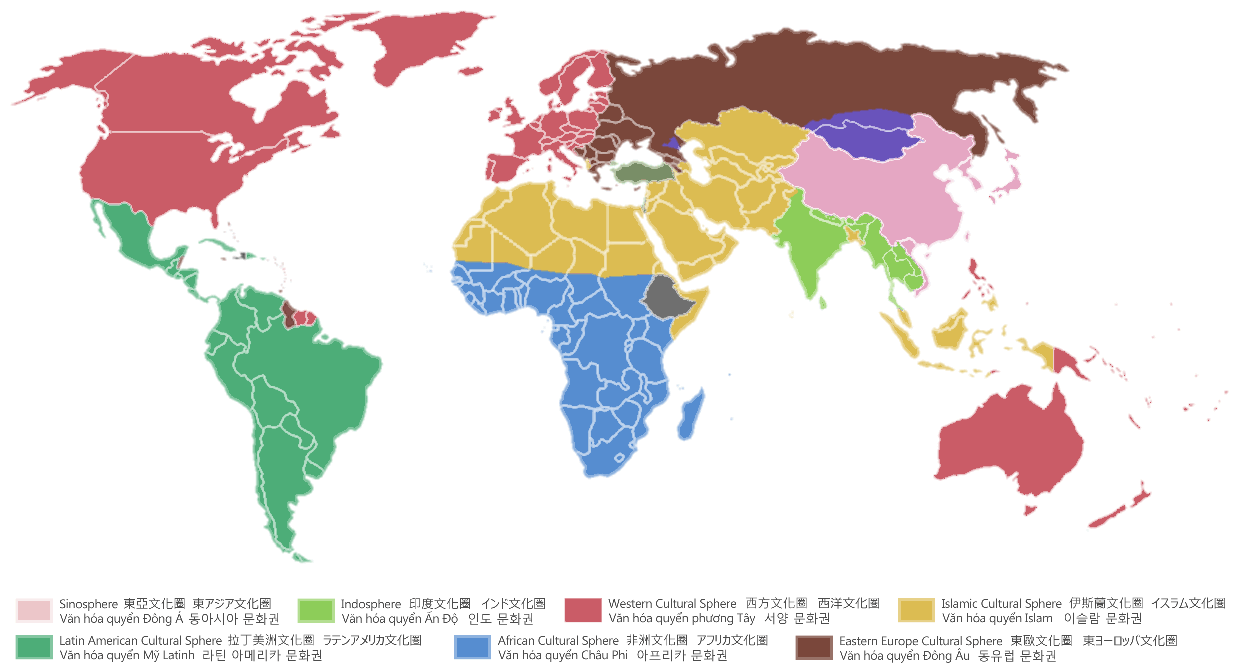
Суспільно-історична школа досліджує культуру в різних її типах, наприклад, цивілізаційних

Більшість культурологів сходяться на тому, що у розвитку культурології можна виділити кілька основних теоретичних концепцій або парадигм як більш-менш відрефлексованих теоретичних і методичних положень, на які спираються культурологічні дослідження. На їх основі у сучасній культурології є кілька основних напрямів досліджень, або ж шкіл:
- Символічна школа — акцентує дослідження на тому, що культура пов'язана з використанням символів. Так Леслі Вайт поняття «культура» визначав як «організацію речей і явищ, засновану на символах». Швейцарський лінгвіст Фердинанд де Соссюр висунув ідею про те, що поряд з лінгвістикою можна створити науку, яка охопила б усі знакові системи. Поступово культура в цілому стала розглядатися як «текст» із символів у різних сферах життя. Представниками символічної школи також є Ернст Кассірер, Клод Леві-Строс.
- Натуралістична школа — розглядає культуру як безпосередню адаптацію людини до умов навколишнього середовища, пояснює особливості тієї чи іншої культури особливостями природного буття людини. До натуралістичної школи близька «функціональна теорія культури» Броніслава Малиновського, за якою всі без винятку явища культури мають певну функцію. Представниками напрямку є Герберт Спенсер, 3игмунд Фрейд, Конрад Лоренц.
- Антропологічна школа — розглядає культуру як засновану на психіці людей, чим пояснює подібність віддалених культур. Представники антропологічної школи вважають, що всі народи проходять загальні щаблі розвитку культури, а подальші її періоди зберігають в собі пережитки попередніх. Представники: Едвард Тейлор, Джон Фрейзер.
- Суспільно-історична школа досліджує культуру в різних її типах, наприклад, цивілізаційнихСоціологічна школа — шукає джерела та пояснення культури в її суспільній природі й організації. Наприклад, культуру тієї або іншої країни Макс Вебер пов'язував з культурними чинниками, а не з цивілізаційними, які мають загальнолюдський характер. Талкотт Парсонс вважав, що всі духовні і матеріальні здобутки, об'єднані поняттям «культура», є результатом суспільно обумовлених дій на рівні двох систем — соціальної та культурної.
- Суспільно-історична школа — для цієї школи характерні органіцизм культур (проходження періодів народження, росту, розквіту, занепаду і загибелі), розподіл на типології, локальність, відсутність єдиної лінії культур та відкидання ідеї про загальносвітову культуру. Представники: Освальд Шпенглер, Арнольд Джозеф Тойнбі, Микола Данилевський[12].

## Практичне застосування культурологічних знань
Культурологічні знання застосовуються в:
- Установах культури та освіти (музеях, виставково-експозиційних центрах, театрах, бібліотеках, школах, вищих навчальних закладах), науково-дослідних і проектних організаціях, пов'язаних з вивченням культури, збереженням та освоєнням культурної спадщини, для науково-дослідної, аналітичної роботи, художнього виховання молоді, організації дозвілля, підготовки фахівців у сфері культурологічних і суспільствознавчих дисциплін[13];
- Державних установах, громадських організаціях, бізнес-структурах, для аналітики, вивчення громадської думки, активізації потенціалу місцевого населення на суспільно і культурно значиму діяльність, роботи в поліетнічних і поліконфесійних колективах, роботі з питань міграцій та культурної адаптації, оцінки культурних цінностей[14];
- ЗМІ, видавничій діяльності, для продюсування, аналізу соціокультурних проектів, арткритики, культурного аналізу і прогнозування[15][16].